# 亞洲之王

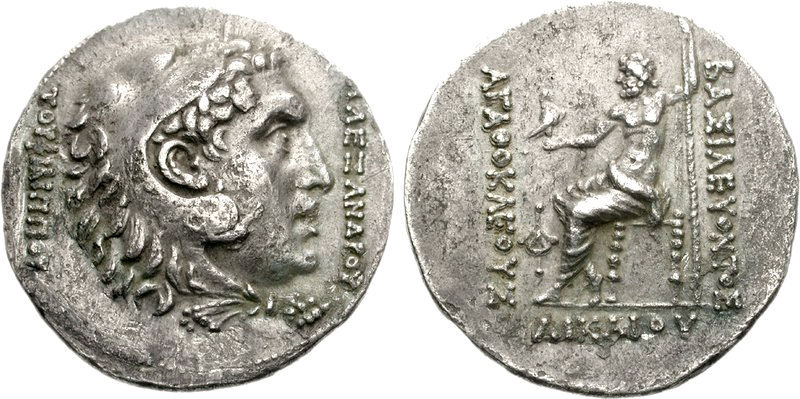
希臘-巴克特里亞王國的阿加索克利斯打造的亞歷山大大帝紀念銀幣，約公元前190–前180年。

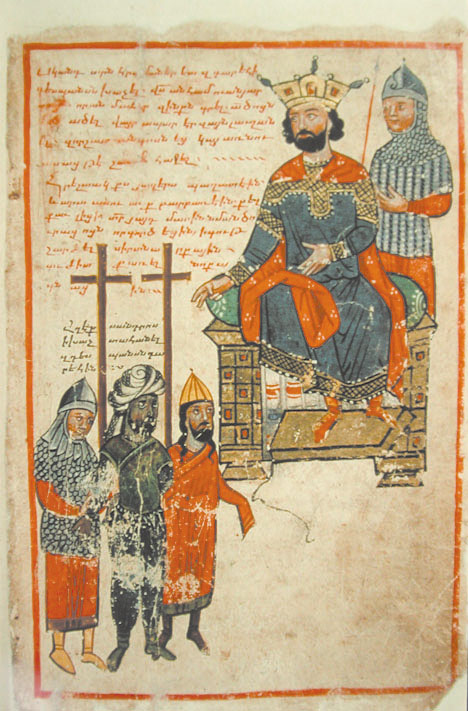
亞歷山大下令將大流士的大使處以十字架刑。14世紀亞美尼亞版《亞歷山大大帝傳奇》中的纖細畫：亞歷山大坐於王座上，身着亞美尼亞服飾，頭戴亞美尼亞王冠。

亞洲之王，亦作亞細亞王（羅馬化：Kýrios tēs Asías；直譯「亞細亞霸主」），是亞歷山大大帝於公元前331年擊敗波斯第一帝國後獲得的頭銜。

## 歷史
亞歷山大大帝於公元前331年的高加米拉戰役擊敗波斯阿契美尼德帝國國王大流士三世（頭銜「王中之王」），隨後在艾比爾舉辦的一場豪華慶典上加冕為「亞洲之王」。他於公元前323年在巴比倫去世後，這個頭銜被他的繼承者所承襲：安提柯王朝、托勒密王國、塞琉古帝國之諸君主，以及他的兒子亞歷山大四世。但事實上，這些繼承者沒有一個眞正擁有統轄亞洲的權力，也沒有統治亞歷山大所遺留下的其他希臘化帝國的權力。當時的實權由諸多叛變的古波斯總督所分得。之後亞歷山大所建造的橫跨歐亞非三洲的龐大帝國被他的繼業者瓜分，「亞洲之王」這一頭銜也隨之陷入歸屬者未定。

## 「亞洲之王」列表
- 亚历山大三世（前331–前323）
- 腓力三世 (馬其頓)（前323–前317）
- 亞歷山大四世 (馬其頓)（前317–前309）